# Euryhapsis
Euryhapsis is een muggengeslacht uit de familie van de Dansmuggen (Chironomidae).

## Soorten
- E. annuliventris (Malloch, 1915)
- E. cilium Olivier, 1981
- E. fuscipropes Saether & Wang, 1992
- E. illoba Oliver, 1981
- E. subviridis (Siebert, 1979)